# Louis Barthou
Louis Barthou, właśc. Jean-Louis Barthou (ur. 25 sierpnia 1862 w Oloron-Sainte-Marie, zm. 9 października 1934 w Marsylii) – francuski polityk z okresu Trzeciej Republiki, publicysta historyczny, premier Francji w 1913, minister spraw zagranicznych w rządzie Gastona Doumergue’a.

## Życiorys
Z zawodu był adwokatem. Od 1889 był prawicowym członkiem Izby Deputowanych, od 1894 wielokrotnie zajmował stanowiska ministerialne (m.in. w 1922 i 1926 był ministrem sprawiedliwości, w 1934 ministrem spraw zagranicznych). W 1913 pełnił urząd premiera. W 1918 został przyjęty w poczet członków Akademii Francuskiej. Od 1922 był senatorem. W 1922 był delegatem Francji na konferencję w Genewie. Był wrogo nastawiony do Niemiec. W latach 1922–1926 prezes Międzysojuszniczej Komisji Odszkodowań Wojennych, wprowadził w życie niektóre ze swych postulatów dotyczących twardej polityki wobec Niemiec. Domagał się spłaty przez Republikę Weimarską reparacji za I wojnę światową. Był zwolennikiem zbliżenia francusko-radzieckiego i przyjęcia ZSRR do Ligi Narodów. Po dojściu Adolfa Hitlera do władzy w Niemczech (styczeń 1933), w latach 1933–1934 przygotowywał sojusz z ZSRR wymierzony przeciw Niemcom (→pakt wschodni), który został zawarty w 1935 (już po jego śmierci) przez Pierre'a Lavala. Następcy Barthou woleli jednak uprawiać politykę appeasementu wobec III Rzeszy.

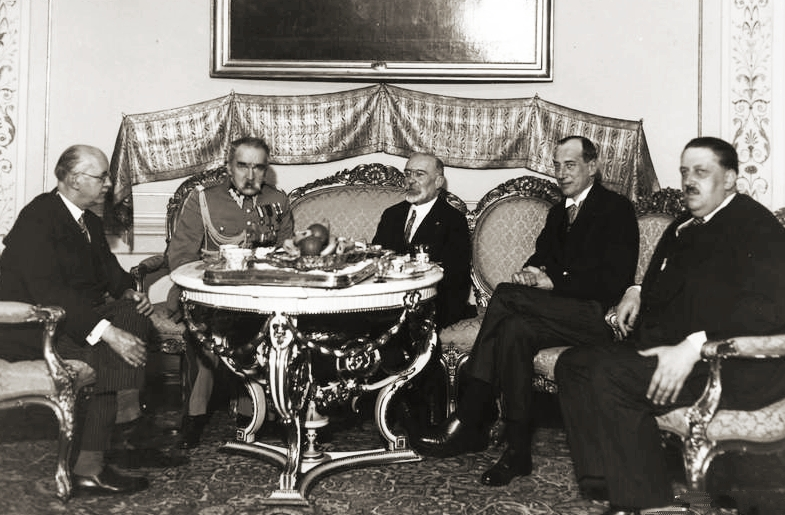
Louis Barthou w rozmowie z Józefem Piłsudskim, obecni: Józef Beck, Jan Szembek, Jules Laroche. Warszawa, kwiecień 1934

Zginął w czasie pełnienia urzędu ministra spraw zagranicznych, podczas zamachu dokonanego przez Wewnętrzną Macedońską Organizację Rewolucyjną i ustaszy na króla Jugosławii Aleksandra w Marsylii. W 1974 ujawniono, że pocisk, który zabił ministra, musiał pochodzić z broni francuskiego policjanta lub wojskowego, gdyż miał kaliber 8 mm, a królobójca użył pistoletu 7,65 mm.
Zamach przyczynił się do podpisania w Genewie 16 listopada 1937 dwóch konwencji o przeciwdziałaniu terroryzmowi i karaniu za czyny terrorystyczne oraz o utworzeniu Międzynarodowego Sądu Karnego (z braku dostatecznej liczby ratyfikacji nie weszły w życie).
Dekretem z 13 lipca 1921 został odznaczony polskim Orderem Orła Białego „za wybitne zasługi, położone dla Rzeczypospolitej Polskiej". W czasie wizyty w Polsce w 1934, forsując projekt paktu wschodniego, jako minister spraw zagranicznych Francji spotkał się między innymi: z marszałkiem Józefem Piłsudskim, prezydentem Ignacym Mościckim i z ministrem Józefem Beckiem